# René Eduardo
René Eduardo Caballero (n. 1 de marzo de 1976, Santa Cruz de la Sierra), simplemente conocido como René Eduardo. Es un cantante, compositor, actor y productor boliviano de género pop, rap, reguetón, reggae y ska.
Aunque estos ritmos ha fusionado con algunos ritmos autóctonos principalmente típicos del Departamento de Santa Cruz, como son los ritmos carnavaleros aunque provocando algunas controversias por la mezcla, pero en las fiestas de carnaval es uno de los artistas más escuchados principalmente en su país. Su carrera como cantante y músico empezó a partir de 1996 con una agrupación llamada Grupo DAS. En el año 2000, recibe con agrado la invitación que le hace "Show Business", una empresa reconocida en el ámbito musical, que le dan la oportunidad sobre su talento de este y lo promocionán al mercado discográfico boliviano como solista, con el denominativo, René Eduardo.
Como actor  protagonizó el cortometraje 'Destinos Perdidos' y participó en la película boliviana Autonomía (2001).
La carrera de este joven artista, cuenta con muchas premiaciones: Mejor solista del año 2002, Mejor álbum del año 2003, Composición del año 2003, Canción del año 2002, Premio joven de cultura (avalado por la Unesco) 2002 y Mejor Talento juvenil 2003. Su meta: el Grammy. Entre sus canciones más conocidas son "La viborita", "Mira como se mueve", "Sexi, sexi sensual" y entre otras.
2006 presenta la canción "11 meses" que lo encumbró en las principales estaciones radiales y nominada canción del carnaval en su país.  Su rotunda éxito y aceptación  hizo  repercutir en 50 presentaciones en toda la geografía española.
2010 presenta el Videoclip "Ese movimiento" , fusión de rap, reguetón ,rock y saya grabado en los estudios de Hispana Records bajo la dirección Musical de Rodrigo Nuñez.
En este trabajo audiovisual intervienen más de 50 personas entre todo el elenco y el equipo de producción; siendo la primera vez, que un artista boliviano realiza un videoclip en Europa de tal magnitud.
2012 Lanza Latinoamericano, fusión de cumbia con reguetón y cuyo videoclip cuenta con la participación de la comunidad hispana en España. Un gran aporte a perpetuidad para su gente latinoamericana en el mundo. En el 2013 vuelve a sus orígenes carnavaleros con su propuesta "El ruedo" que rápidamente se encumbra en las principales radios latinas. Nombrada Canción Oficial del Carnaval por las Comparsas en Madrid.
2014 Lanza su nuevo hit Striptease que rápidamente encabeza los principales ranking radiales perfilándose a ser la canción del año y del carnaval de su tierra natal.

## Sencillos
- Los tamales
- Mira cómo se mueve
- Sexi, sexi sensual
- Cuando estoy contigo
- La viborita
- Pasará Pasará
- La Petacuda
- No tengo razón de ser
- Once Meses
- Yerno codiciao
- Tartamudo erótico
- Jhon Calucha
- El manguero
- Camba Mother Fucker
- Mas camba que la yuca
- Ese movimiento
- Latinoamericano
- El ruedo
- Cuídate
- Gracias papá
- Un regalo para mamá
- Patriota